# Giovanni III di Bretagna
Giovanni III di Bretagna, detto il Buono (Champtoceaux, 8 marzo 1286 – Caen, 30 aprile 1341), fu duca di Bretagna dal 1312, e conte di Richmond dal 1334 fino alla sua morte.

## Origine
Secondo le Mémoires pour servir de preuves à l'Histoire ecclésiastique et civile de Bretagne, Tome I, Giovanni era il figlio maschio primogenito del visconte di Limoges e Conte di Richmond, Arturo II, futuro duca di Bretagna, Pari di Francia e conte di Penthièvre e della sua prima moglie, Maria, viscontessa di Limoges, come conferma il Majus Chronicon Lemovicense, figlia del visconte di Limoges Guido VI e della moglie, Margherita di Borgogna, come ci viene confermato dal Anonymum S Martialis Chronicon, figlia del Duca di Borgogna e re titolare di Tessalonica, Ugo IV di Borgogna e di Yolanda di Dreux.
Secondo il Chronicon Kemperlegiense, Stephani Baluzii Miscellaneorum, Liber I, Collectio Veterum, Arturo II di Bretagna era il figlio primogenito del Duca di Bretagna, Conte di Richmond e Conte di Penthièvre, Giovanni II e di Beatrice d'Inghilterra, la quale secondo gli Annales Londonienses era la figlia del re d'Inghilterra, duca d'Aquitania e Guascogna, Enrico III e di Eleonora di Provenza (quest'ultima era la figlia secondogenita del conte di Provenza e conte di Forcalquier, Raimondo Berengario IV (1198 – 1245), e della moglie, Beatrice di Savoia (1206 – 1266), come risulta dalla cronaca del monaco benedettino inglese, cronista della storia inglese, Matteo Paris (1200 – 1259), quando ne descrive il matrimonio con il re d'Inghilterra, Enrico III e anche dal documento n° 99 del Peter der Zweite Graf von Savoyen, Markgraf in Italien, sein Haus und seine Lande dello storico, Johann Ludwig Wurstemberger).

## Biografia
Secondo il Chronicon Britannicum, Giovanni (Joannes primogenitus filius Arturi), nacque l'8 marzo (die veneris ante festum B. Gregorii).
Alla morte della madre Maria, Giovanni divenne visconte di Limoges ed il padre, Arturo, fu reggente della viscontea sino al 1301, quando Giovanni raggiunse la maggior età; titolo che trasferì alla seconda moglie, Isabella di Castiglia, nel 1312, come ci viene confermato dalle Mémoires pour servir de preuves à l'Histoire ecclésiastique et civile de Bretagne, Tome I; la viscontea gli ritornò dopo la morte di Isabella, nel 1328.
Suo padre, Arturo II morì a Château de L'Isle, nel 1312, il 15 agosto (Kalendis Augusti) e fu sepolto in una tomba marmorea nel convento dei Cordeliers a Vannes (in ecclesia fratrum minorum Venetensium) come ci confermano le Mémoires pour servir de preuves à l'Histoire ecclésiastique et civile de Bretagne, Tome I.
 Ad Arturo succedette Giovanni, come Giovanni III.
Dopo il terzo matrimonio con Giovanna di Savoia, sostenne la consorte nella disputa con lo zio, Aimone di Savoia, per la successione nelle tre contee del padre; la disputa terminò nel 1339, con il riconoscimento dei titoli ad Aimone, in cambio di una pensione annua di 6.000 Livre tournois.
Nel 1334, dopo la morte dello zio, il Conte di Richmond, anche lui di nome Giovanni, Giovanni succedette allo zio nella contea di Richmond.
Secondo il Chronicon Britannicum, Giovanni morì nel 1341 (MCCCXLI obiit Johannes dux Britanniæ), il 30 aprile (ultima die mentis aprilis), precisando che fondò una cappella presso le mura di Nantes (capellam SS. Donationi et Rogatiani prope muros civitatis Nannetensis).
Dopo la morte di Giovanni III, per la successione al ducato ci furono due pretendenti: Carlo di Blois (marito di Giovanna di Penthièvre, figlia di Guido, fratello minore di Giovanni III) e Giovanni di Montfort (fratellastro di Giovanni III, nato dal secondo matrimonio del padre con Iolanda di Dreux). Entrambi i pretendenti chiesero di rendere omaggio al re di Francia, Filippo VI; la corte di Parigi, dopo lunghe discussioni, si pronunciò a favore del nipote del re, Carlo di Blois; la Bretagna però era divisa, la parte orientale dove la terra era più fertile e si parlava francese, avendo rapporti con l'Angiò e la Francia, parteggiava per Carlo, mentre la parte occidentale, più brulle e selvaggia, dove si parlava il bretone, parteggiava per Giovanni di Montfort.
La guerra si innestò in quella dei cent'anni; dopo la morte di Giovanni di Montfort, la lotta fu ripresa dal figlio di quest'ultimo, Giovanni e si protrasse fino al 1364, quando Carlo di Blois fu ucciso in battaglia da Auray. Nel 1365 il trattato di Guérande assegnò la Bretagna a Giovanni, figlio di Giovanni di Montfort, che rese omaggio al re di Francia.

## Matrimoni e discendenza
Giovanni, nel 1298, aveva sposato Isabella, figlia del conte Carlo di Valois e di Margherita di Sicilia; Isabella era nipote del re di Francia, Filippo IV il Bello e pronipote di Filippo III l'Ardito; il contratto di matrimonio tra Giovanni (Jehan Duc de Bretaigne comte de Richemont) e Isabella (Isabeau nostre premiere et ainsnée fille), firmato dai suoi genitori (Charles filz de Roy de France comte de Valois, d´Alençon, de Chartres et d´Anjou et Marguerite sa femme comtesse) è riportato nelle Mémoires pour servir de preuves à l'Histoire ecclésiastique et civile de Bretagne, Tome I.
Giovanni da Isabella non ebbe figli.
Dopo essere rimasto vedovo, nel 1309, Giovanni, nel 1310, a Burgos, si sposò in seconde nozze, con Isabella di Castiglia, figlia primogenita del re di Castiglia e León, Sancho IV e di Maria di Molina; per poter celebrare il matrimonio fu necessaria una dispensa papale, rilasciata il 21 giugno a Giovanni (Johanni primogenito diletti fili nobili viro, Arturi ducs Britanniæ vicecomitis Lemovicensis) e Isabella (Isabellæ natæ claræ memoriæ Sancii Castellæ regis), riportata nelle Mémoires pour servir de preuves à l'Histoire ecclésiastique et civile de Bretagne, Tome I. Isabella era al suo secondo matrimonio, avendo sposato, in prime nozze, nel 1293, il 1º di dicembre, a Soria, all'età di circa 10 anni, secondo il Chronicon Domini Joannis Emmanuelis il re di Aragona, Giacomo II, figlio secondogenito del re d'Aragona Pietro III il Grande e di Costanza di Sicilia; poi nel 1295, dopo la morte del padre di Isabella, Sancho IV, il matrimonio, senza essere stato consumato per la giovane età della sposa, di Isabella di Castiglia e Giacomo II, fu annullato per consanguineità.
Giovanni anche da Isabella di Castiglia non ebbe figli.
Dopo essere rimasto vedovo, per la seconda volta, nel 1328, Giovanni, nel 1330, a Chartres, si sposò in terze nozze, con Giovanna di Savoia, l'unica figlia del Conte di Savoia e Conte d'Aosta e Moriana, Edoardo di Savoia, e di Bianca di Borgogna. Anche per questo matrimonio fu necessaria una dispensa papale, rilasciata nell'agosto del 1329.
Giovanni anche da Giovanna di Savoia non ebbe figli.
Giovanni da un'amante di cui non conosciamo né il nome né gli ascendenti ebbe un figlio:
- Giovanni († dopo il 1334), che in quell'anno, (Jehan le Bastart nostr fils) ricevette una donazione dal padre, come documentato dalle Mémoires pour servir de preuves à l'Histoire ecclésiastique et civile de Bretagne, Tome I[21].

## Ascendenza
|                          |   |                          | Genitori                           |  |  | Nonni |  |  | Bisnonni               |  |  | Trisnonni            |  |
|                          |   |                          |                                    |  |  |       |  |  | Giovanni I di Bretagna |  |  | Pietro I di Bretagna |  |
|                          |   |                          |                                    |  |  |       |  |  | Giovanni I di Bretagna |  |  | Pietro I di Bretagna |  |
|                          |   | Alice di Thouars         |                                    |  |  |       |  |  | Giovanni I di Bretagna |  |  |                      |  |
| Giovanni II di Bretagna  |   |                          |                                    |  |  |       |  |  | Giovanni I di Bretagna |  |  |                      |  |
|                          |   | Bianca di Navarra        | Tebaldo I di Navarra               |  |  |       |  |  |                        |  |  |                      |  |
|                          |   | Bianca di Navarra        | Tebaldo I di Navarra               |  |  |       |  |  |                        |  |  |                      |  |
|                          |   | Bianca di Navarra        | Agnese di Beaujeu                  |  |  |       |  |  |                        |  |  |                      |  |
| Arturo II di Bretagna    |   | Bianca di Navarra        |                                    |  |  |       |  |  |                        |  |  |                      |  |
|                          |   | Enrico III d'Inghilterra | Giovanni d'Inghilterra             |  |  |       |  |  |                        |  |  |                      |  |
|                          |   | Enrico III d'Inghilterra | Giovanni d'Inghilterra             |  |  |       |  |  |                        |  |  |                      |  |
|                          |   | Enrico III d'Inghilterra | Isabella d'Angoulême               |  |  |       |  |  |                        |  |  |                      |  |
| Beatrice d'Inghilterra   |   | Enrico III d'Inghilterra |                                    |  |  |       |  |  |                        |  |  |                      |  |
|                          |   | Eleonora di Provenza     | Raimondo Berengario IV di Provenza |  |  |       |  |  |                        |  |  |                      |  |
|                          |   | Eleonora di Provenza     | Raimondo Berengario IV di Provenza |  |  |       |  |  |                        |  |  |                      |  |
|                          |   | Eleonora di Provenza     | Beatrice di Savoia                 |  |  |       |  |  |                        |  |  |                      |  |
| Giovanni III di Bretagna |   | Eleonora di Provenza     |                                    |  |  |       |  |  |                        |  |  |                      |  |
|                          | … | …                        |                                    |  |  |       |  |  |                        |  |  |                      |  |
|                          | … | …                        |                                    |  |  |       |  |  |                        |  |  |                      |  |
|                          | … | …                        |                                    |  |  |       |  |  |                        |  |  |                      |  |
| Guido VI di Limoges      | … |                          |                                    |  |  |       |  |  |                        |  |  |                      |  |
|                          |   | …                        | …                                  |  |  |       |  |  |                        |  |  |                      |  |
|                          |   | …                        | …                                  |  |  |       |  |  |                        |  |  |                      |  |
|                          |   | …                        | …                                  |  |  |       |  |  |                        |  |  |                      |  |
| Maria di Limoges         |   | …                        |                                    |  |  |       |  |  |                        |  |  |                      |  |
|                          |   | …                        | …                                  |  |  |       |  |  |                        |  |  |                      |  |
|                          |   | …                        | …                                  |  |  |       |  |  |                        |  |  |                      |  |
|                          |   | …                        | …                                  |  |  |       |  |  |                        |  |  |                      |  |
| Margherita di Borgogna   |   | …                        |                                    |  |  |       |  |  |                        |  |  |                      |  |
|                          |   | …                        | …                                  |  |  |       |  |  |                        |  |  |                      |  |
|                          |   | …                        | …                                  |  |  |       |  |  |                        |  |  |                      |  |
|                          |   | …                        | …                                  |  |  |       |  |  |                        |  |  |                      |  |
|                          |   | …                        |                                    |  |  |       |  |  |                        |  |  |                      |  |

### Fonti primarie
- (LA)  Chronicles of the reigns of Edward I. and Edward II, Annales Londonienses.
- (LA)  Rerum Gallicarum et Francicarum Scriptores, tomus XXI.
- (LA, FR)  Mémoires pour servir de preuves à l´histoire ecclésiastique et civile de Bretagne, Tome I.
- (LA)  Chroniques de Saint-Martial de Limoges.
- (LA)  Matthæi Parisiensis, Monachi Sancti Albani, Chronica Majorar, vol. III.
- (LA)  España sagrada, Tomo II.
- (LA)  Peter der Zweite Graf von Savoyen, Markgraf in Italien, sein Haus und seine Lande.
- (LA)  Stephani Baluzii Miscellaneorum, Liber I.

### Letteratura storiografica
- A. Coville, "Francia: la guerra dei cent'anni (fino al 1380)", cap. XVI, vol. VI (Declino dell'impero e del papato e sviluppo degli stati nazionali) della Storia del Mondo Medievale, 1999, pp. 608–641.
- (FR)  Lobineau, G. A. (1707) Histoire de Bretagne (Paris), Tome I.
- (FR)  Histoire généalogique des ducs de Bourgogne de la maison de France.